# Lột da

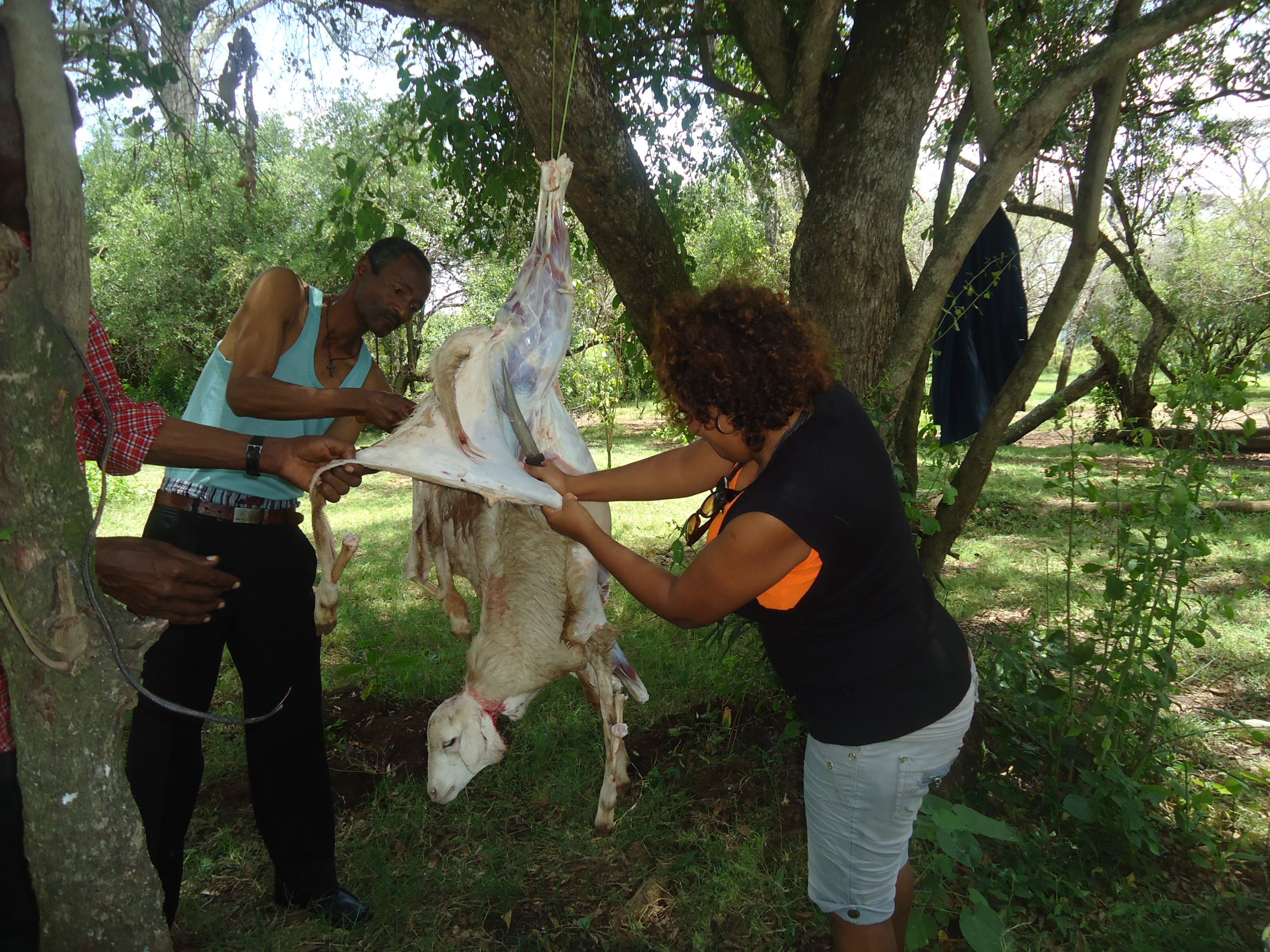
Lột da một con cừu

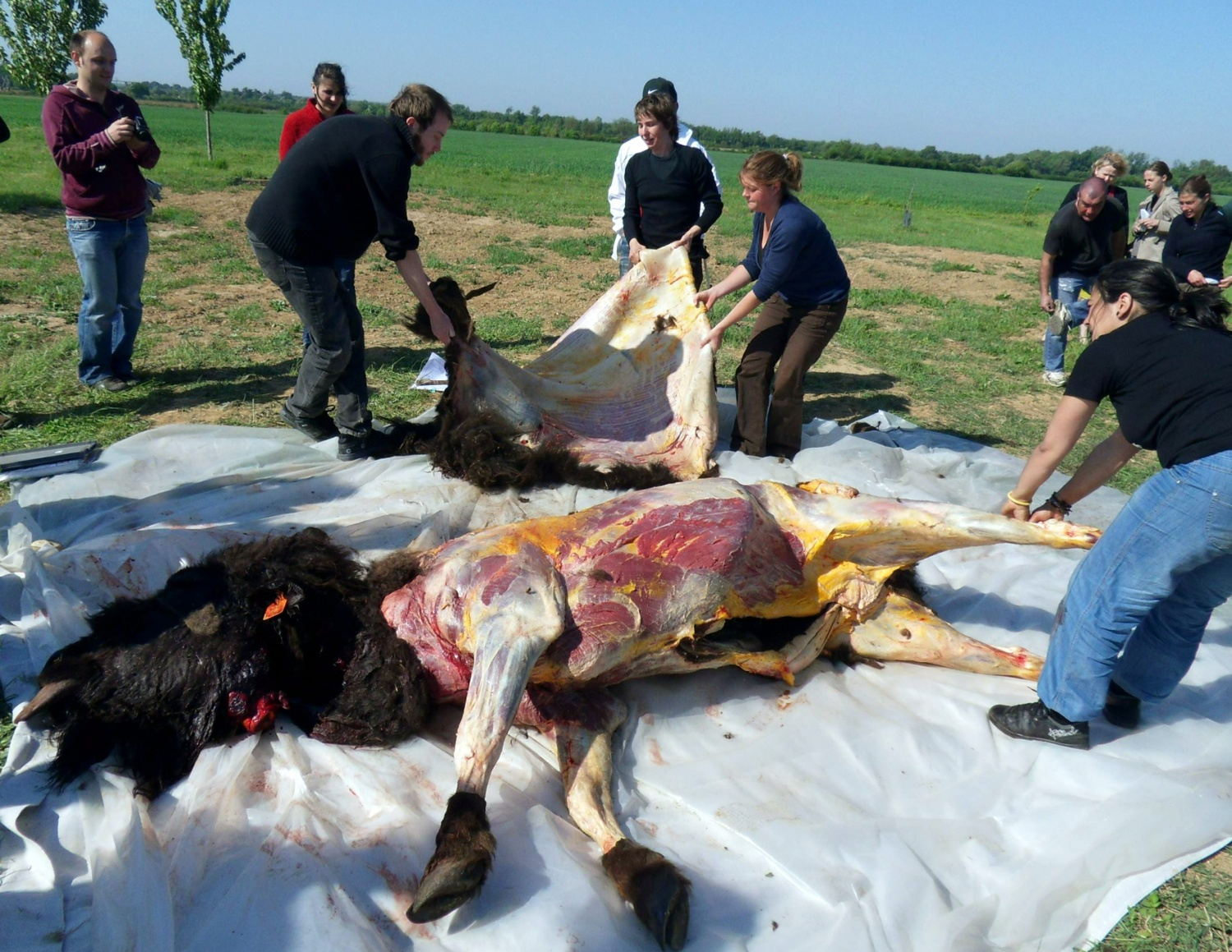
Lột da bò rừng

Lột da (Skinning) là việc tách lọc, loại bỏ da khỏi phần thân thịt, đây là quá trình xử lý, sơ chế các động vật, chủ yếu là một phương pháp trong giết mổ động vật để tách lọc các mô cơ bên dưới để lóc lấy thịt hoặc để sử dụng lông, da thú cho thuộc da. Da sau khi lột ra cũng có thể được sử dụng làm chiến lợi phẩm, được bày bán trên thị trường lông thú, hoặc một số nơi trong trường hợp dịch hại đã được công bố, được sử dụng làm bằng chứng giết người để lấy tiền thưởng từ cơ quan y tế, nông nghiệp. Hai phương pháp lột da phổ biến là lột da hở (xẻ thịt) và tuột da hay lột da bóc, tước da (đối với rắn). Thông thường, động vật lớn được lột da hở (xẻ) và động vật nhỏ hơn được tuột da. Lột da, khi nó được thực hiện trên người sống như một hình thức trừng phạt tử hình hoặc giết người thì được gọi là lột da đầu (flaying) ở người da đỏ.

## Cách thức

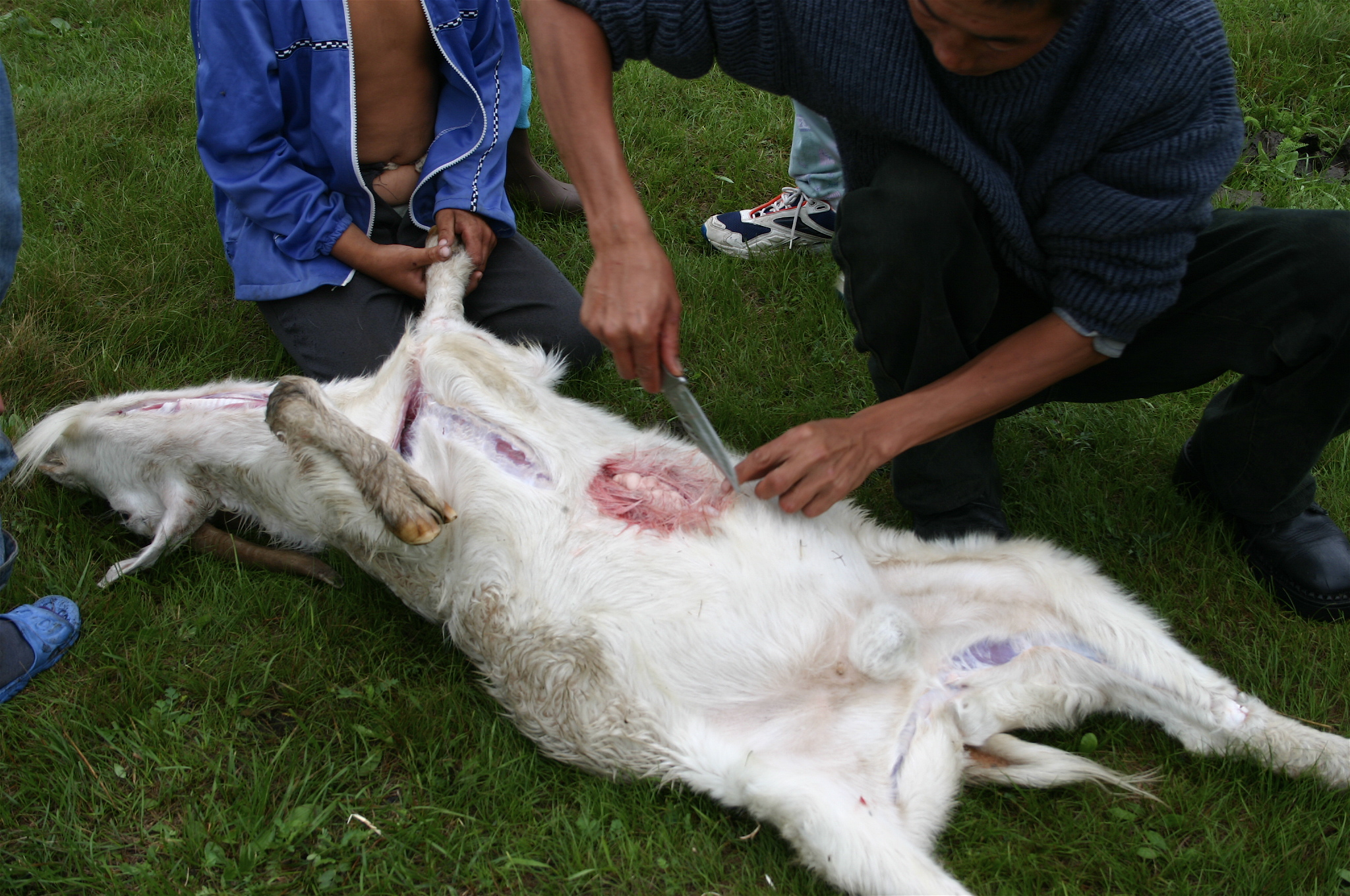
Lột da dê

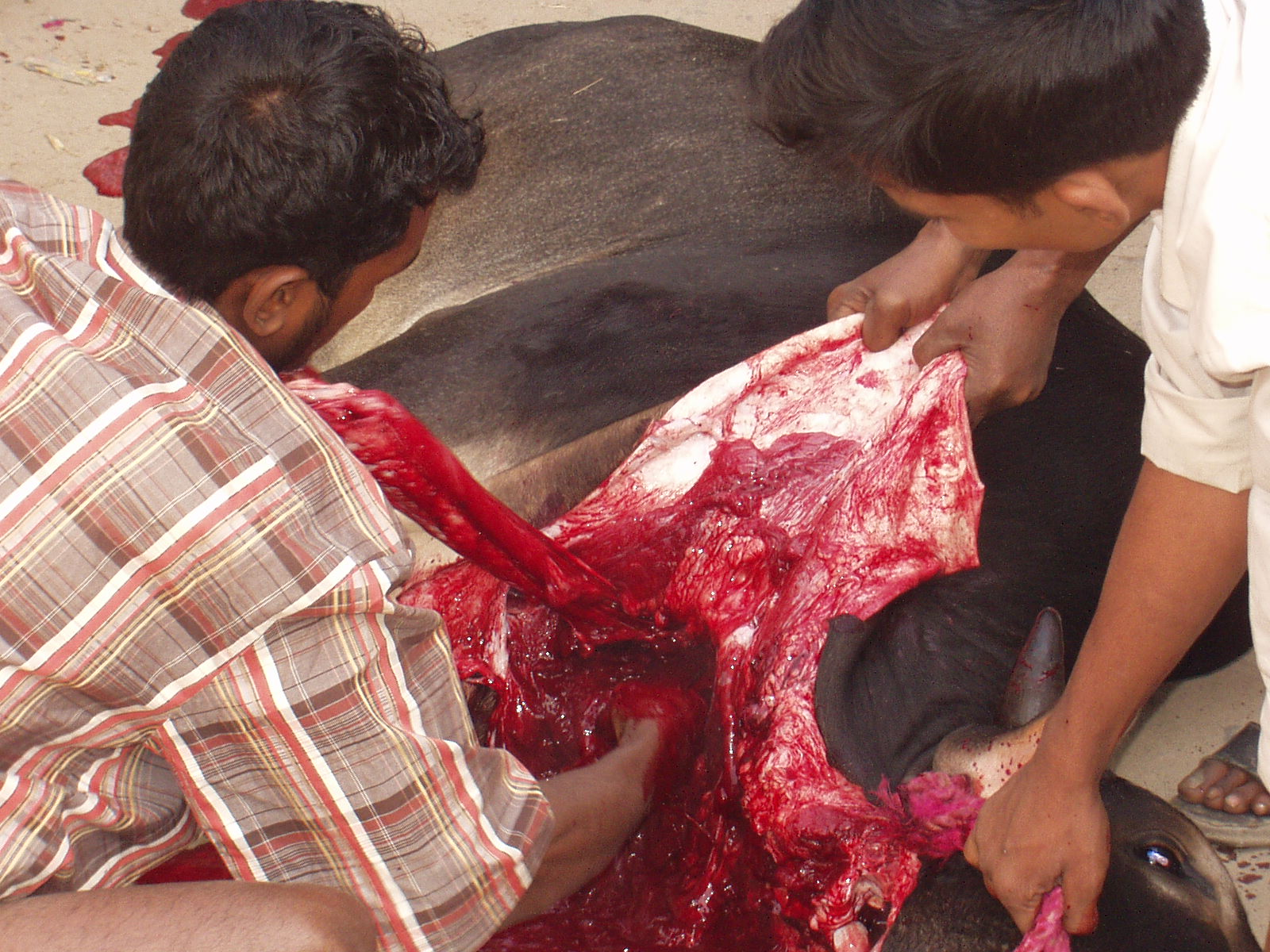
Lột da trâu

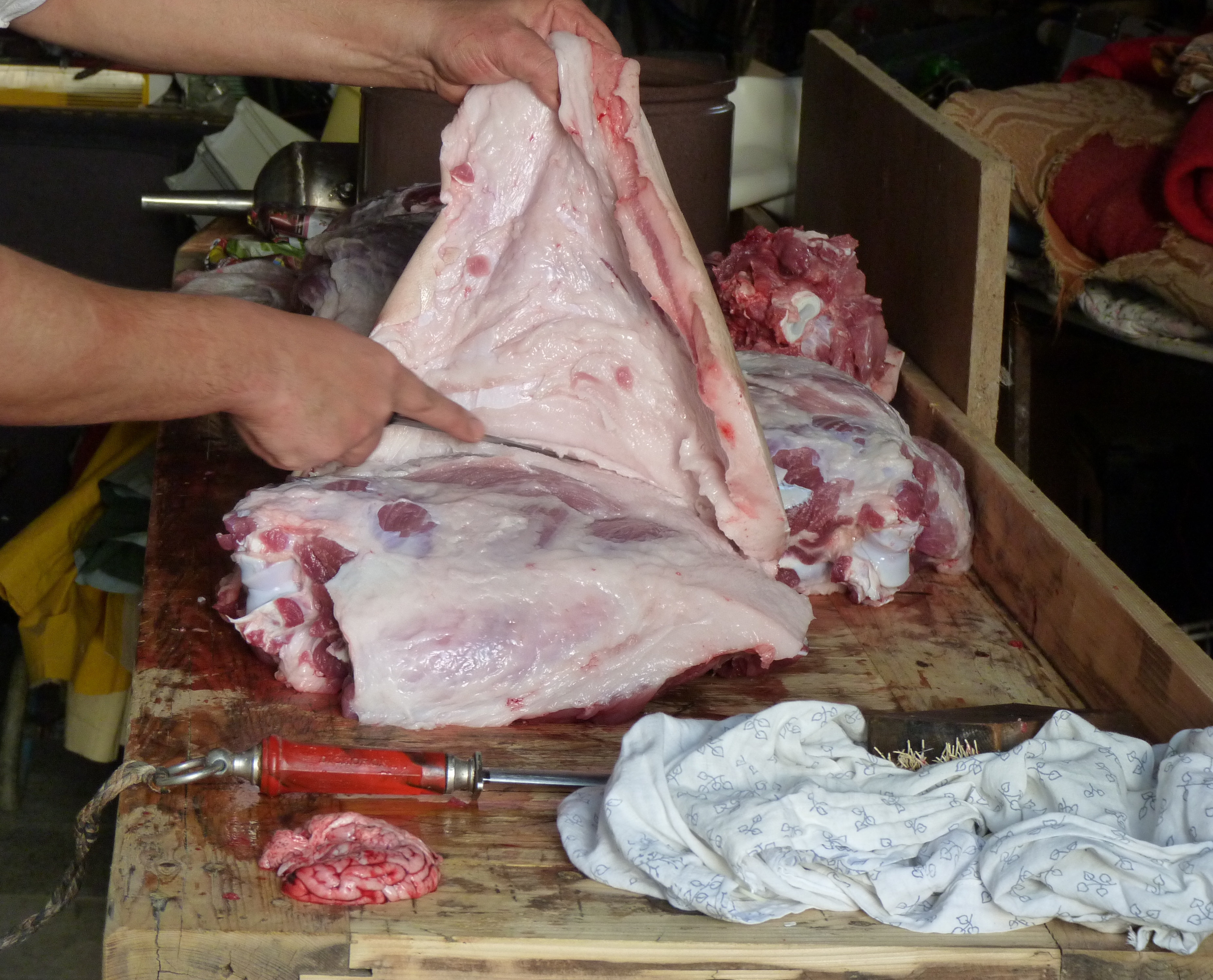
Xẻ da lợn

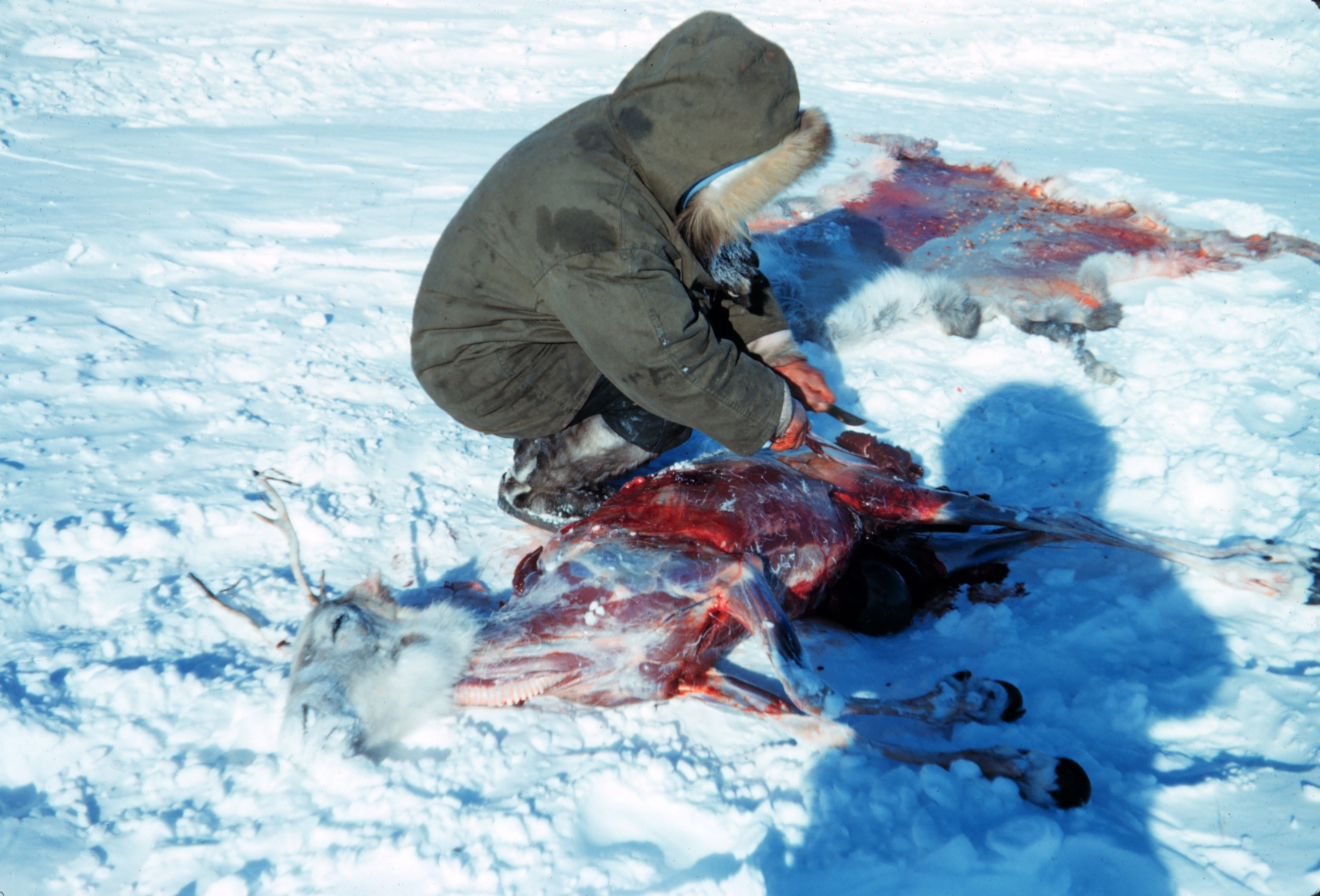
Lột da tuần lộc

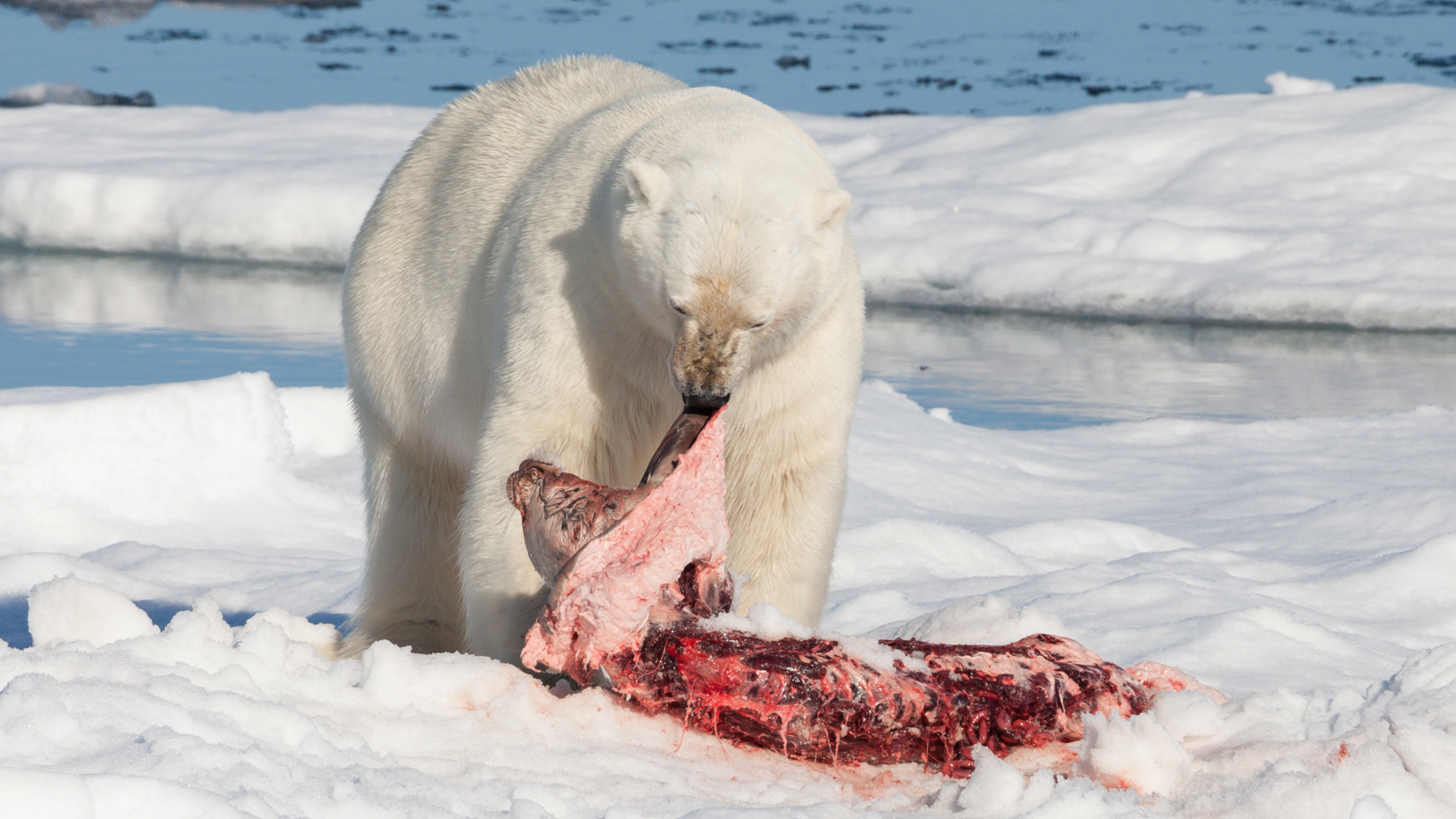
Một con gấu trắng đang lột da con mồi

Lột da thỏ cũng như lột da trâu bò, theo cách làm lột da ở trâu, bò thì mổ da theo đường trục từ cằm qua cổ, bụng, xuống đến đuôi. Từ giữa hai chân trước cũng mổ một đường đến mỗi bàn chân, và từ giữa hai chân sau cũng mổ một đường đến mỗi bàn chân sau. Từ những con đường trục đó mà lột da, nhưng không lột da hai tai, mà cắt tai, làm ra hai lỗ thủng lớn. Lật tấm thân sang một bên để lột da một bên trước, rồi lật lại lột da nốt nửa bên kia, đến sống lưng thì lột xong. Lột da bốn chân thì cũng từ vết mổ mà lột đi. Các bàn chân cũng cắt bỏ như tai, không lột da bàn chân, nhưng cũng có thể lột. Các ngón chân thì chặt hết, không lột da. Lột da bốn chân trưóc xong rồi mới lột da thân sau.
Kỹ thuật lột da thì một tay cầm miếng da mà kéo da banh ra khỏi lớp thịt và mỡ bên dưới. Giữa da và thịt có một lớp nhiều màng mỏng màu trắng. Tay kia cầm dao khía mũi dao nhọn vào khe giữa da và thịt hay mỡ mà rạch. Tuỳ theo lực kéo da banh ra, và đường dao mạnh, dài, chính xác, mà lột da nhanh chóng hay chậm. Dùng kéo cắt bỏ đuôi, chân, đầu thỏ (sát góc tai) và cắt dọc một đường từ giữa cổ tới đuôi phía da bụng thỏ, dùng kéo luồn vào rạch nốt hai chân trước thỏ để có thể căng tấm da thỏ ra, sau đó dùng tay bóc sạch lớp mỡ liên kết dưới da. Phương pháp bóc là để tấm da ngửa lên, lông xuống dưới, tay phải tỳ vào các ngón tay trái bóc dần lớp mô liên kết dưới da theo hình vòng tròn từ ngoài vào. Để dễ bóc có thể ngâm tấm da vào nước vừa ngâm vừa bóc.
Khi giết thịt và lột da thỏ cần phải buộc hai dây vào hai cổ chân sau và treo ngược lên, khi chọc tiết, tay trái nắm chắc hai tai thỏ lật ngửa đầu về phía trước và tay phải cầm dao nhọn dài 15 cm, bản rộng 2 cm đâm từ xương mỏ ác thẳng vào tim ở lồng ngực bên trái, hơi nghiêng dao cho tiết chảy ra. Dùng dao cắt quanh da ở hai cổ chân sau (chỗ buộc) rồi rạch thẳng một đường theo mặt trong đùi đến hậu môn, dùng hai tay lột da từ chỗ cắt chân sau, kéo qua bụng xuống đầu thỏ như lộn bít tất. Khi kéo đã tuột xuống đến gần hai chân trước, thì dùng dao cắt bỏ hai cổ chân trước. Kéo đã đến đầu, thì cắt da một vòng quanh cổ rồi kéo tuột bộ đã ra khỏi đầu. Dùng dao, kéo cắt dọc cơ từ hậu môn qua bụng đến lồng ngực, rồi tách bóc trực tràng cùng toàn bộ phủ tạng ra khỏi khoang bụng, lồng ngực. Cuối cùng cắt bỏ hai khuỷ chân sau.
Ở Trung Quốc, các lò sản xuất thường nuôi thỏ từ 2 đến 5 năm để lấy lông, họ thường nhổ lông chúng 2 đến 3 tháng một lần, có trang trại có cách làm khá tàn nhẫn khi người ta buộc hai chi thỏ vào một nơi cố định, kéo dài mình thỏ và lấy lông con vật khi nó vẫn còn sống. Con thỏ bị buộc vào một điểm cố định. Sau đó, người ta kéo mình thỏ dài ra và nhổ lông khi con vật đang còn sống mặc cho thỏ kêu đau đớn. Mình thỏ đỏ rực vì bị nhổ lông, sau khi lấy lông, người ta vứt thỏ vào chuồng để chúng tự hồi phục. Khi thỏ đuối sức và không còn khả năng hồi phục, nhà sản xuất thịt chúng và lấy da. Theo PETA, có đến 90% lông thỏ trên thị trường thế giới đều bắt nguồn từ Trung Quốc.
Ở Trung Quốc, nhiều con cáo phải chịu cảnh lột da khi vẫn còn sống vì người ta cho rằng như vậy mới đạt được chất lượng tốt nhất cho lớp da. Công việc thường ngày của những người nuôi cáo lấy da ở Trung Quốc là cầm đuôi một con cáo trắng giơ lên lủng lẳng, sau đó dùng gậy đánh cho đến khi nó chết đi. Khi những phần lông cuối cùng ở trên đầu cũng bị lột ra, thân xác trần trụi đẫm máu của nó bị ném vào một đống với những con trước bị giết. Thực tế ngay cả khi bị lột hết da, một số con vẫn còn sống, thở hổn hển và nhấp nháy từ từ trong khoảng mười phút trước khi chết. Các chết của những con cáo diễn ra ngay trước mắt đồng loại khiến chúng lồng lộn, điên cuồng kêu la và cố gắng trốn thoát, thực tế, chỉ một số ít được tha để làm giống.
Đối với cá sấu, thông thường người ta sẽ đặt cá sấu lên bàn, bẻ quặt đầu nó xuống, dùng một con dao mổ đâm thẳng vào xương sống. Sau đó, họ lấy một thanh sắt dài và chọc sâu vào xương sống cá sấu, tới tận phần đuôi để lột da, cá sấu bị treo ngược trên dây để máu chảy hết xuống. Khi đặt lên bàn để lột da, các chú cá sấu sẽ bị cứa cổ bằng dao sắc nhọn. Sau khi đã lột da lưng, chúng sẽ bị ném vào các thùng đá. Thường khi lột da cá sấu ở Mexico, những người đàn ông sẽ đập mạnh vào đầu của cá sấu và lột da khi chúng vẫn còn đang sống, còn cảm nhận được nỗi đau đớn kinh hoàng khi da bị lóc khỏi thịt cá sấu, ở mỗi địa phương khác nhau lại có phương thức lột da cá sấu khác nhau. Tuy nhiên, tất cả đều lột da cá sấu khi còn tươi sống.
Ở một xưởng chuyên lột da cá sấu ở Zimbabwe, khi bắt đầu lột da, các công nhân sẽ bẻ quặt đầy cá sấu, sau đó dùng một con dao mổ đâm thẳng vào xương sống của con vật này. Một thanh sắt dài sẽ được dùng để chọc sâu vào xương sống cá sấu, thẳng tắp tới tận phần đuôi. Cuối cùng, các công nhân dùng một chiếc que có bịt đầu để đâm vào não cá sấu, không cho chúng bất cứ cơ hội giãy dụa nào. Ở Texas, những công nhân lột da cá sấu có phương pháp khác, họ lột sạch da của cá sấu sau khi dùng súng gây mê gây sốc hệ thần kinh của nó, sau khi bị lột da, đa số những con cá sấu bị lóc thịt được sử dụng để làm thức ăn cho đồng loại của chúng. Có nhiều trang trại nuôi cá sấu chuyên để lột da, tuy nhiên chất lượng da của những con cá sấu này không được đánh giá cao bằng những bộ da của những con cá sấu bị săn giết ngoài thiên nhiên như ở Mexico.